# Dorn (Oboe)

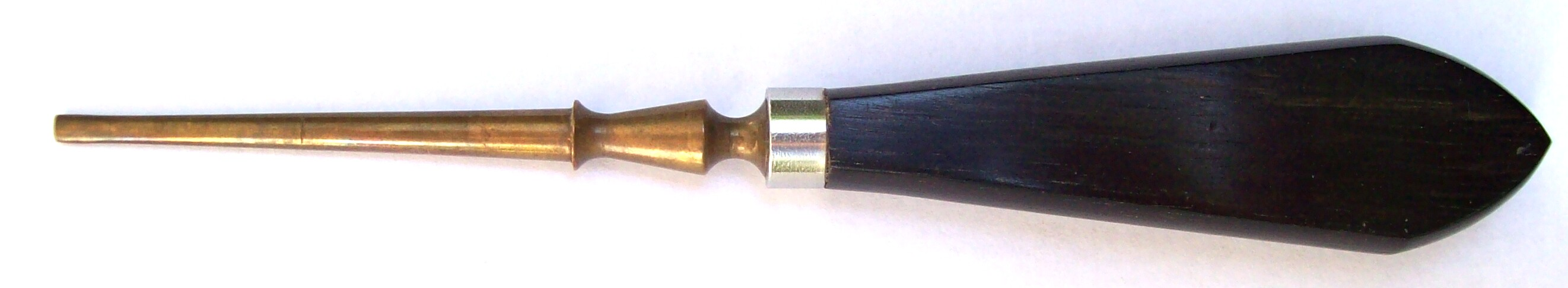
Dorn zur Anfertigung von Oboenrohrblättern

Ein Dorn, auch Aufbrenndorn genannt, ist ein Werkzeug zur Herstellung von Oboenrohrblättern.
In einem ersten Arbeitsgang wird ein gewässertes Stück Rohr (Arundo donax) über dem in einer Flamme erhitzten Dorn in eine gerundete Form gebracht. In weiteren Arbeitsgängen, dem Aufbinden auf einer Messinghülse und dem Schaben des Rohres, dient der Dorn zum sicheren Halt in der Hand.